# سفارة النمسا في النرويج
سفارة النمسا في النرويج هي أرفع تمثيل دبلوماسي لدولة النمسا لدى النرويج. تقع السفارة في وهي تهدف لتعزيز المصالح النمساوية في النرويج.

## وصلات خارجية
- قائمة سفارات النمسا
- قائمة السفارات في النرويج